# Kolonia Giżyce
Kolonia Giżyce [kɔˈlɔɲUn ɡiˈʐɨt͡sɛ] es un pueblo ubicado en el distrito administrativo de Gmina Michów, dentro del Condado de Lubartów, Voivodato de Lublin, en Polonia oriental. Se encuentra aproximadamente a 8 kilómetros al noreste de Michów, a 21 kilómetros al noroeste de Lubartów, y a 40 kilómetros al norte de la capital regional Lublin.